# Suave como el visón
Suave como el visón es una comedia romántica de 1962 protagonizada por Cary Grant y Doris Day, y dirigida por Delbert Mann.
- Datos: Q1304614